# Bob Bolder
Robert John Bolder (Dover, 2 ottobre 1958) è un ex calciatore britannico, di ruolo portiere.

## Palmarès

### Club

#### Competizioni nazionali
- Campionato inglese: 1

Liverpool: 1983-1984
- Coppa di Lega inglese: 1

Liverpool: 1983-1984

#### Competizioni internazionali
- Coppa dei Campioni: 1

Liverpool: 1983-1984